# Adinandra angustata
Adinandra angustata är en tvåhjärtbladig växtart som beskrevs av Pieter Willem Korthals. Adinandra angustata ingår i släktet Adinandra och familjen Pentaphylacaceae. Inga underarter finns listade i Catalogue of Life.